# Liao Yiwu
Liao Yiwu (kinesiska: 廖亦武?, pinyin: Liào Yìwǔ), även känd som Lao Wei (老威), född 1958 i Sichuan, är en kinesisk författare, reporter, poet och musiker. Han är kritisk mot kommunistregimen i Kina och har därför varit fängslad. Hans böcker, varav flera är sammanställningar av intervjuer med vanligt folk i de lägre samhällsklasserna, har publicerats i Taiwan och Hongkong och är förbjudna på Kinas fastland. Vissa av dem har översatts till engelska, franska och tyska. Han lyckades ta sig till Europa i juli 2011.

## Liv och karriär

### Statsförfattare
Liao föddes 1958, samma år som Stora språnget. Under den hungersnöd som Stora språnget ledde till drabbades han av ödem och var nära att dö. Fadern stämplades som kontrarevolutionär under Kulturrevolutionen. Föräldrarna ansökte om skilsmässa för att skydda barnen. Modern arresterades för att ha försökt att sälja kuponger från myndigheterna på svarta marknaden.
Efter skolan reste Liao runt om i landet och läste förbjudna västerländska poeter som John Keats och Charles Baudelaire. Han började även skriva egna dikter som publicerades i litteraturtidskrifter. Han lyckades inte komma in på universitetet och började arbeta på en dagstidning. När hans poesi började bli uppmärksammad gav Kinas kulturminister honom anställning som statsförfattare.

### Kritik av systemet och fängslande
Under våren 1989 publicerades Liaos långa dikter "The Yellow City" och "Idol." I dessa dikter kritiserade han systemet och kallade det paralyserat och uppätet av kollektiv leukemi. Dikterna stämplades som antikommunistiska och han förhördes, häktades och hans hem genomsöktes.
I juni 1989, efter att ha hört talas om Protesterna på Himmelska fridens torg, skrev Liao en lång dikt kallad "Massacre". Han visste att den aldrig skulle bli publicerad och spelade in den på ljudband, tillsammans med traditionellt kinesiskt mässande och tjutande, för att åkalla de dödas andar. Liao och hans vänner gjorde en film, en uppföljning av dikten och kallade den "Requiem."
Han anhölls i februari 1990, tillsammans med sin gravida fru och sex vänner, då de höll på att stiga ombord på ett tåg. Han dömdes till fyra års fängelse och svartlistades. Under fängelsetiden utsattes han för tortyr och skymfande behandling, drabbades av flera sammanbrott och försökte begå självmord vid två tillfällen. Han fick smeknamnet "Den stora galningen". Han lärde sig att spela xiaoflöjt av en annan fånge, en gammal munk. Han började att intervjua de andra fångarna om deras liv.
Då han släpptes från fängelset hade hans fru och dotter lämnat honom och hans forna litteraturvänner höll sig undan från honom. Under en tid levde han som hemlös gatumusiker i Chengdu och samlade samtidigt ihop berättelser.

### Internationell framgång
Han bearbetade sin tid i fängelset med boken Testimonials. År 1998 sammanställde han "The Fall of the Holy Temple" , en antologi med undergrounddikter från 1970-talet, skrivna främst av kinesiska dissidenter. En av Kinas vice premiärministrar kallade dem "ett överlagt försök att störta regimen, vilket stöddes av mäktiga antikinesiska grupper."
Är 2001 kom hans Interviews with People from the Bottom Rung of Society i flera volymer ut i Taiwan. Där fanns intervjuer med "skojare och luffare, brottslingar och gatuartister, de laglösa och med fysiska funktionshinder, de som tar hand om avfall och slöseriet med människoliv, artister och shamaner, skurkar och även kannibaler." Den är förbjuden i Kina, liksom de flesta av hans verk. Han häktades flera gånger för "förbjudna intervjuer" och för att han avslöjade kommunistpartiets mörka sidor.
Han skrev under Charta 08 år 2008, med vännen Liu Xiaobo, även om Liao Yiwu säger att han egentligen inte är intresserad av politik utan bara av sina berättelser.
I maj 2008, efter jordbävningen i Sichuan, åkte Liao till katastrofområdet och intervjuade de överlevande som kämpade mot myndigheterna. Detta material publicerades som Chronicles of the Big Earthquake i Hongkong år 2009.

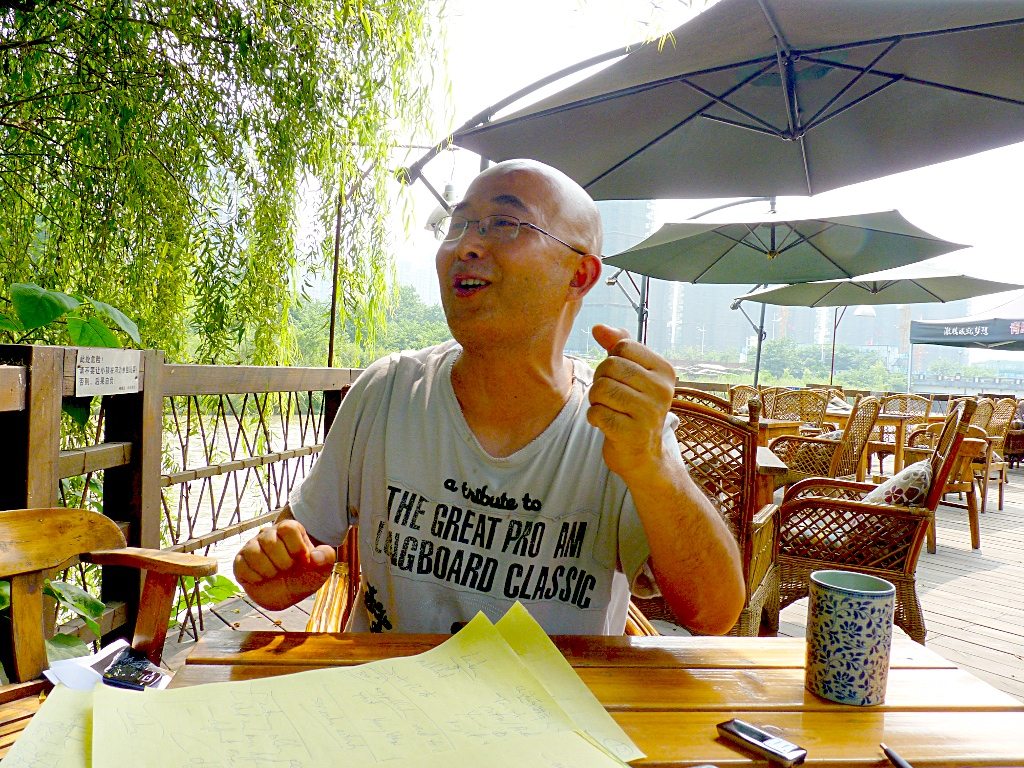
Liao Yiwu i Chengdu, juli 2010

Han nekades utresa från landet flera gånger innan han i februari 2010 skrev ett öppet brev till Tysklands förbundskansler Angela Merkel. Senare samma år tilläts han lämna Kina för första gången. Han besökte litteraturfestivaler i Hamburg, Berlin och Köln. Han läste upp sina verk, gav intervjuer, sjöng sånger och spelade flöjt.
2011 gav han ut God is Red  (på svenska 2013 med titeln Gud är röd ) där han redovisar intervjuer med kristna i provinsen Yunnan. Dessa vittnar om förföljelser de varit med om samt om det arbete som västerländska missionärer utförde i avlägsna byar fram till det kommunistiska maktövertagandet 1949.
Han fick 2012 Ryszard Kapuściński-priset för litterära reportage.